# Zimmer's
Zimmer's es una variedad cultivar de ciruelo (Prunus domestica), de las denominadas ciruelas europeas.
Una variedad de ciruela obtenida como plántula casual descubierta alrededor de 1900 en el jardín de Leonhard Zimmer en Lauf, cerca de Bühl (Baden-Württemberg).
Las frutas tienen una talla de tamaño grande de forma oval, piel rojo azulado a azul violeta oscuro, recubierta de abundante pruina, fina, blanquecina, presenta manchas aleatorias de "ruginoso" / "russeting" de color pardo y extensión variable, y una pulpa color amarillo dorado a naranja, con textura  medianamente firme, jugosa, y sabor agridulce con aroma frutal a ciruela especiada.

## Sinonimia
- "Zimmerova",
- "Zimmers Frühzwetschge".

## Historia
'Zimmer's' variedad de ciruela incluida en el grupo de las  Reinas Claudias, obtenida al ser descubierta alrededor de 1900 en el jardín de Leonhard Zimmer en Lauf, cerca de Bühl (Baden-Württemberg), como una plántula casual, muy popular y extendida su cultivo en Alemania.

## Características
'Zimmer's' árbol de porte de crecimiento suelto, ancho y medio fuerte. Crece mejor en un lugar cálido y soleado, idealmente protegido del viento, sus exigencias al suelo del jardín son modestas: debe ser rico en nutrientes, húmico y húmedo y no propenso a encharcarse. Flor blanca, auto polinizable, altos rendimientos, que tiene un tiempo de floración que comienza a partir del 15 de abril con el 10% de floración, para el 19 de abril tiene una floración completa (80%), y para el 1 de mayo tiene un 90% de caída de pétalos.
'Zimmer's' tiene una talla de tamaño grande de forma ovalada ligeramente asimétrica, con peso promedio de 58 a 62 g;epidermis tiene una piel rojo azulado a azul violeta oscuro, recubierta de abundante pruina, fina, blanquecina; sutura con línea visible, de color algo más oscuro que el fruto, situada en una depresión muy suave, algo más acentuada junto a cavidad peduncular, presenta manchas aleatorias de "ruginoso" / "russeting" de color pardo y extensión variable; pedúnculo de longitud mediano, fuerte, leñoso, con escudete muy marcado, muy pubescente, con la cavidad del pedúnculo estrecha, poco profunda, rebajada en la sutura y más levemente en el lado opuesto; pulpa de color amarillo dorado a naranja, con textura  medianamente firme, jugosa, y sabor agridulce con aroma frutal a ciruela especiada.
Hueso de fácil deshuesado, grande, alargado, muy asimétrico, con el surco dorsal muy ancho y profundo, los laterales más superficiales, zona ventral poco sobresaliente, superficie rugosa.
Su tiempo de recogida de cosecha se inicia de principios de agosto.

## Usos
Se usa comúnmente como postre fresco de mesa buena ciruela de postre de fines de verano, y en pasteles en bandeja para hornear.

## Cultivo
Variedad cultivada principalmente en Alemania, y República Checa.